# Santa Rosa Esporte Clube
O Santa Rosa Esporte Clube é um clube brasileiro de futebol de Icoaraci, um distrito pertencente a Belém, capital do estado do Pará.

## História
Fundado em 6 de outubro de 1925 (segundo a Federação Paraense de Futebol, o time foi fundado em 6 de janeiro de 1924), o Santa Rosa disputou 18 edições do Campeonato Paraense. A equipe ficou conhecida em junho de 1997, quando sofreu um gol do atacante Vital Filho, do Paysandu, com apenas 4 segundos de jogo. Sua última participação na Primeira Divisão do Paraense foi em 2012.
Pela segunda divisão, a Pantera da Vila disputou 17 edições, obtendo como melhor resultado um vice-campeonato em 2009. Ficou de fora entre 2014 e 2016, e desde sua volta ao futebol, em 2017, não voltou a fazer boas campanhas.
Manda seus jogos no Estádio Abelardo Conduru, com capacidade para 3.500 espectadores. Seu principal "rival" é o Pinheirense Esporte Clube (também sediado em Icoaraci).

## Mudanças de sede
Durante a fase seletiva do Campeonato Paraense - Série B1 de 2011, o Santa Rosa foi transferido de Icoaraci para a cidade de Castanhal. Em 2010, sediou os jogos em Mãe do Rio.
Para 2017, firmou parceria com o Atlético Tucumã, utilizando o estádio Lago do Tigre para os jogos como mandante.                 Em 2018, teve como sede o município de Santarém.
Entre 2019 e 2021, voltou a sediar jogos em Belém, utilizando os estádios Alfredo Tragni (pertencente ao Carajás), Francisco Vasques (Tuna Luso) e CEJU, além de ter mandado uma partida em Castanhal (contra o Izabelense).
Para a temporada 2022, o Santa Rosa teve novamente Castanhal como sede na disputa da Segunda Divisão do Campeonato Paraense.

## Vices
Estaduais
- Vice-Campeonato Paraense de Futebol - Segunda Divisão  (1996, 2009 e 2023)

## Estatísticas

### Participações
|  | Participações em 2025 |

| Competição | Competição          | Temporadas | Melhor campanha                  | Estreia | Última | P | R |
| Pará       | Campeonato Paraense | 18 [F1]    | 5º colocado (1986 e 1997)        | 1983    | 2025   |   | 3 |
| Pará       | Série B1            | 18         | Vice-campeão (1996, 2009 e 2023) | 1996    | 2023   | 3 | – |
| Brasil     | Série C             | 1          | 15º colocado (1997)              | 1997    | 1997   | – | – |

- ^  F1. Contando com as participações na taça ACLEP.

### Campeonato Paraense - Série B1
| 2013 | 2017 | 2018 | 2019 | 2020 | 2021 | 2022 | 2023 |
| 3º   | 10º  | 15º  | 17º  | 17º  | 18º  | 4º   | 2º   |

### Campanhas de destaque
| Santa Rosa Esporte Clube | Santa Rosa Esporte Clube | Santa Rosa Esporte Clube | Santa Rosa Esporte Clube | Santa Rosa Esporte Clube |
| Torneio                  | Campeão                  | Vice-campeão             | Terceiro colocado        | Quarto colocado          |
| ------------------------ | ------------------------ | ------------------------ | ------------------------ | ------------------------ |
| Série B1                 | 0 (não possui)           | 3 vezes                  | 1 vez (2013)             | 0 (não possui)           |